# Seseli nudum
Seseli nudum är en växtart i släktet säfferötter (Seseli) och familjen flockblommiga växter.
Arten är en perenn ört som förekommer från norra Pakistan till södra Tibet och västra Nepal. Den beskrevs först som Eriocycla nuda av John Lindley 1835, och fick sitt nu gällande namn av Michail Pimenov och Jevgenij Kljujkov 2000.